# Sarabanda (album Michele Zarrillo)
Sarabanda è il primo album in studio del cantautore italiano Michele Zarrillo, pubblicato nel gennaio 1982 dalla CBS.

## Descrizione
Quando incide il primo disco, Zarrillo ha già alle spalle una carriera più che decennale, prima nel gruppo pop I Piccoli Lord, poi nella formazione di rock progressivo dei Semiramis, poi nel Rovescio della Medaglia ed infine, dal 1976, come solista con il nome di Andrea Zarrillo e, dal 1979, con il suo vero nome.
Nell'album vengono inclusi anche alcuni brani già pubblicati come 45 giri, come Indietro no (con cui ha vinto il Festival di Castrocaro nel 1979) o Su quel pianeta libero, che ha segnato il suo debutto al Festival di Sanremo 1981, o i due brani del singolo del 1980, Più forte e Troppo amore.
I testi delle canzoni sono tutti del paroliere Paolo Amerigo Cassella, già collaboratore di Riccardo Cocciante (tranne per Indietro no, il cui testo è di Giancarlo Bigazzi), mentre le musiche sono dello stesso Zarrillo e di Totò Savio.
Poche settimane dopo la pubblicazione del disco, Zarrillo partecipa al Festival di Sanremo 1982 con Una rosa blu, canzone che verrà pubblicata solo su 45 giri.
Nel 1997 l'album viene ristampato su CD dalla Sony (serie "Musica più") con il titolo Michele Zarrillo. L'anno successivo esce in CD Una rosa blu, che  altro non è che l'album Sarabanda con l'aggiunta proprio del brano Una rosa blu in versione originale del 1982, insieme ad altri brani del periodo rimasti fuori nella stampa dell'anno prima.

## Tracce
Testi di Paolo Amerigo Cassella, musiche di Michele Zarrillo, Totò Savio (eccetto dov'è indicato).
1. Sarabanda – 4:02
2. Non è finita – 3:47
3. Dormi – 4:26
4. Indietro no – 4:24 (testo: Giancarlo Bigazzi)
5. Quanto – 4:07
6. Su quel pianeta libero – 4:41
7. Strano – 4:00
8. Stop...non t'amo più – 3:43
9. Troppo amore – 4:29
10. Più forte – 4:39

Durata totale: 42:18